# Piliscsaba
Piliscsaba est une ville du comitat de Pest en Hongrie. Elle a le titre de ville depuis le 15 juillet 2013.

## Jumelages
- Möckmühl (Allemagne) depuis 2004
- Veľký Lapáš (Slovaquie) depuis 2004
- Cherasco (Italie) depuis 2005
- Sânzieni (Roumanie)